# Molkoms samrealskola
Molkoms samrealskola var en realskola i Molkom verksam från 1939 till 1966.

## Historia
Skolan inrättades 1934 som en högre folkskola som 1 juni 1938 ombildades till en kommunal mellanskola. 
Denna ombildades från 1945 successivt till Molkoms samrealskola. 
Realexamen gavs från 1939 till 1966.
Skolbyggnaderna användes efter realskoletiden av Graningeskolan till 2006.